# Eulimella acicula
Eulimella acicula är en snäckart som först beskrevs av Philippi 1836.  Eulimella acicula ingår i släktet Eulimella, och familjen Pyramidellidae. Arten är reproducerande i Sverige.

## Bildgalleri

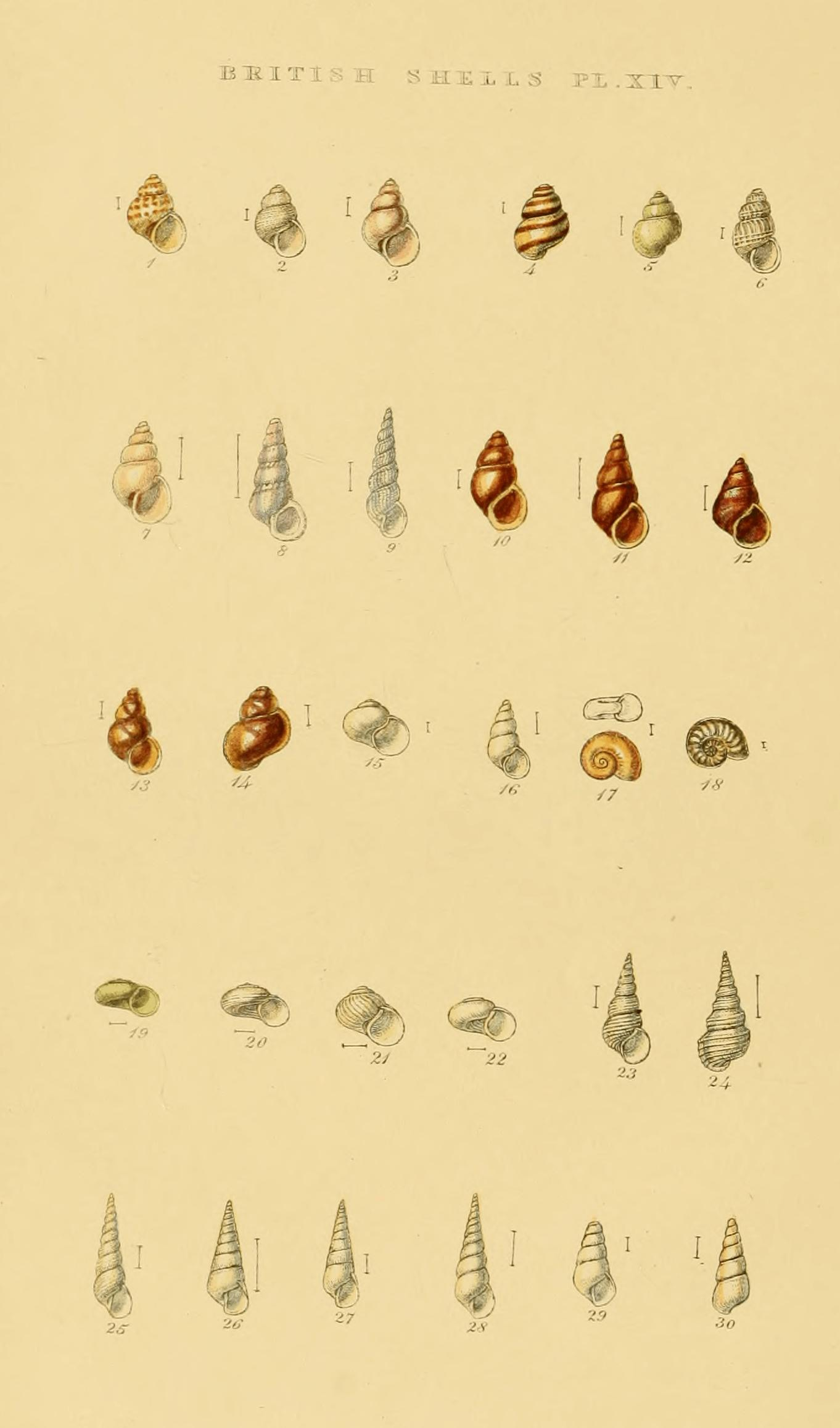